# Euphorbia daviesii
Euphorbia daviesii är en törelväxtart som beskrevs av Eileen Adelaide Bruce. Euphorbia daviesii ingår i släktet törlar, och familjen törelväxter. Inga underarter finns listade i Catalogue of Life.